# Emberek (Csillagok háborúja)
A George Lucas által kitalált Csillagok háborúja univerzumban az ember a legnagyobb számban előforduló faj a Galaxisban, akik több millió bolygót gyarmatosítottak.

## Emberek
Az emberek voltak az elsők, akik feltalálták a hiperhajtóművet a Korélia bolygón (ha nem számítjuk a jóval korábbi rakatákat). Ekkor az emberek már jelen voltak több bolygórendszeren is a galaxisban.
A Csillagok háborúja emberei többnyire azonosak a Földön lakó emberi fajjal. A mitológiában a faj eredete nem ismert, legtöbben azonban feltételezik, hogy az első emberek a Coruscant bolygón jelentek meg, a galaktikus kormányzat központjában, de ez a feltevés még nem volt teljesen bizonyítva. Valószínűbbnek bizonyul az, hogy inkább az Alderaan bolygóról származnak, ugyanis itt említik őket a legrégebben. 
A legtöbb ember olyan bolygókon él, ahol ők vannak többségben, de előfordul, hogy űrlényekkel is együtt élnek.
Nagyrészt emberi bolygók a Naboo, a Korélia, a Mandalore, az Alderaan, a Vanqor és a Dantuin is.
Néhány fontosabb emberi karakter: Anakin és Luke Skywalker, Leia Organa, Padmé Amidala, Obi-Wan Kenobi, Han Solo és Lando Calrissian.

## Emberekhez közel álló fajok
Több faj hasonló az emberekhez, mert sok fizikai tulajdonságokban egyeznek. Ezek a humanoid fajok állítólag az emberekből fejlődtek ki egy másik fejlődési vonalon.

### Twi'lek
A Twi'lek faj a Ryloth bolygón őshonos humanoid faj. A testfelépítésük megegyezik az emberével azzal a kivétellel, hogy a fejük végén 2, ritkán 4 nyúlvány helyezkedik el amit lekkunak hívnak. Bőrük pigmentált, előfordulnak kék, sárga, zöld, lila, fehér és piros színben. A nőknek fül helyett két dudor nő, de ugyanúgy funkcionálnak,  akár a fül. Képesek szaporodni az emberekkel, a hibrideknél általában az ő génjeik dominálnak.
Ismertebb tagok: Aayla Secura, Hera Syndulla

### Sith
A sith faj egy  különleges eset, mivel ők eredetileg egy nem emberi faj voltak. Genetikailag keresztezték őket a sötét jedik egy csoportjával, amelyek a bolygójukra menekültek. Így lett vörös színű bőrük és csápszerű 'szakálluk'. Mivel kapcsolatban voltak azokkal, akik az Erő sötét oldalán álltak, a 'sith' szót használták azok a sötét oldalon álló csoportok is, amelyek nem voltak vérbeli kapcsolatban az eredeti sith fajjal.

### Geráni
Az emberekkel közeli rokonságban álló faj vagy alfaj. A fő különbség, hogy a gerániak életben maradásához alacsony koncentrációban hidróniumgáz belégzése is szükséges, az emberek által belélegzett standard gázok mellett. A filmekben egyetlen képviselőjük jelenik meg mérhető időre, mégpedig a Sergeant Doallyn nevű karakter, aki a Jedi visszatér c. epizódban megpróbálja a Csubakkát elfogó Boussh-t megállítani ama szándékában, hogy bejusson Jabba palotájába.

### Az Utai-Pau'an fajtársulás
Az Utapau lakói a szimbiotikus társadalmi kapcsolatban élő pau'ánok és az utaik. Bizonyos források szerint ők emberközeli fajok, annak ellenére, hogy az utaik külseje, bár humanoid, meglehetősen idegenszerű.

## Mások
Más emberközeli fajok is meg vannak említve különböző könyvekben és képregényekben. Ezek megjelenésben nagyon hasonlítanak az emberekre, de van néhány meghatározó tulajdonságuk, ami az emberekben nincs meg.

### Chiss
Egy kék bőrű, de egyébként humanoid kinézetű nép volt, amely az emberi fajhoz genetikailag közel állt. Legfontosabb képviselője a Timothy Zahn író által kreált Thrawn főadmirális. A chisseknek izzó piros színű szemük van. Szemük és bőrük annál erősebb, minél nagyobb az oxigéntartalom a környezetükben. A chissek szélesebb spektrumban látnak, mint az emberek, látják az infravöröst is, és hallásuk is élesebb. Bőrük színe miatt a pantoraiakkal összetéveszthetők.

## Távolabbról esetleg rokon fajok

### Taszken (?) és dzsava (?)
A taszkenek (a buckalakók) eredetéről és biológiai besorolásáról a történet szerint is csak feltételezések vannak, de egyes exobiológusok feltételezik, hogy az emberekkel közös eredettel bírnak (sőt: az emberekből fejlődtek ki [Knights of the Old Republic]), mivel valószínűleg a kumumgah fajból fejlődtek ki. Ha ez így van, akkor az emberek a dzsavákkal is távoli rokonok, mivel a taszkenek és dzsavák közeli rokonsága igen valószínű. 

### Anzatik
Az emberekre nagyon hasonlító faj, amelyek képviselői viszont az emberekéhez képest lényegesen különböző belső fiziológiával rendelkeznek: a félgömb formájú orruk és arcukból kiölthető, agyszívásra alkalmas csáppárjuk mellett az embereknél sokkal hosszabb, akár több ezer éves élettartamuk is lehet. 

### Sakiyanok
Kopasz, fekete, illetve egyéb sötétebb bőrű humanoidok, akiknek kinézete, ezeket a jellemzőket leszámítva, nagyon hasonlít az emberekéhez; esetükben sem egyértelmű a távoli rokonság.

## Egyéb fajok
Sok faj létezik még galaxisszerte, melyek olyan humanoidok, vagy antropomorf (emberszerű) lények, melyek testfelépítésben, esetleg viselkedésben is mutatnak hasonlóságot az emberekkel, noha nyilvánvalóan nem rokonaik, ilyenek például a vukik, a trandosánok, a rodiaiak, a bithek, a mon calamarik, a quarrenek, a rakaták stb., de vannak ilyen állati szintű élőlények is, mint például a rancor.

## Fordítás
- Ez a szócikk részben vagy egészben a Human című Wookieepedia-szócikk fordítása. Az eredeti cikk szerkesztőit annak laptörténete sorolja fel.